# Huey Creek

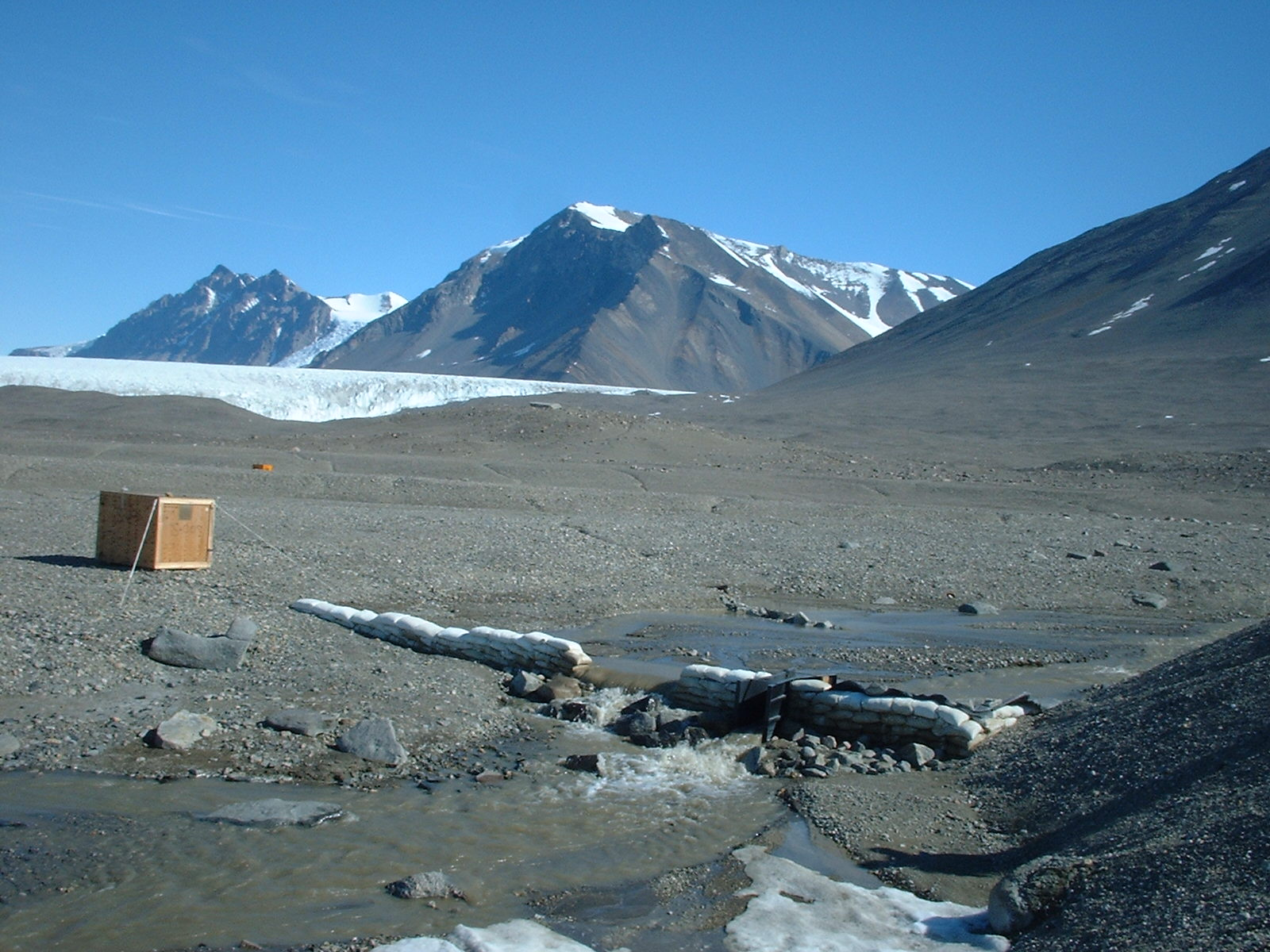
Messstation am Huey Creek (2001)

Koordinaten: 77° 36′ S, 163° 7′ O
Der Huey Creek ist ein 2 km langer Schmelzwasserfluss im ostantarktischen Viktorialand. Er fließt von einem Eisfeld westlich des Mount Falconer in südlicher Richtung und mündet im Taylor Valley am nordzentralen Ufer in den Fryxellsee.
Seinen Namen erhielt er auf Vorschlag der US-amerikanischen Hydrologin Diane Marie McKnight, Leiterin der Mannschaft des United States Geological Survey (USGS), welche zwischen 1987 und 1994 das Flusssystem des Fryxellsees im Taylor Valley untersuchte. Namensgeber sind Hubschrauber vom Typ Bell UH-1, inoffiziell auch Huey genannt, die als Teil der Flugstaffel VXE-6 zur Unterstützung der Arbeiten des USGS im Taylor Valley im Einsatz waren.